# Вайс, Рэйчел
Рэ́йчел Ха́нна Вайс (англ. Rachel Hannah Weisz [ˈvaɪs]; род. 7 марта 1970 года, Лондон, Великобритания) — британская актриса. Лауреат премии  «Оскар» (2006), «Золотой глобус» (2006), BAFTA (2019) и Гильдии киноактёров США (2006).

## Ранняя жизнь и образование
Рэйчел Ханна Вайс родилась в Лондоне 7 марта 1970 года. Её отец, Джордж Вайс (Дьёрдь Вайс, венг. Weisz György), по национальности еврей, родился в Венгрии и впоследствии стал изобретателем[уточнить]. Вместе со своей семьёй ему пришлось бежать в Англию, чтобы избежать преследования нацистами. Мать Рэйчел, Эдит Рут (в девичестве Тайх (Teich)), родилась в Вене и имеет еврейские, «венско-католические» и итальянские корни. Её дед со стороны матери, Александер Тайх, был секретарём «Всемирного союза еврейских студентов», а одна из её прабабушек по материнской линии происходила из Италии. По словам Рэйчел, она выросла в «интеллектуально-заумном еврейском доме» и считает себя еврейкой. У актрисы есть сестра Минни, художница по профессии.
Вайс изучала английскую литературу в Кембриджском университете. Во время обучения она участвовала в различных студенческих постановках, а также была одной из основательниц студенческой драматической группы под названием Cambridge Talking Tongues.

## Актёрская карьера

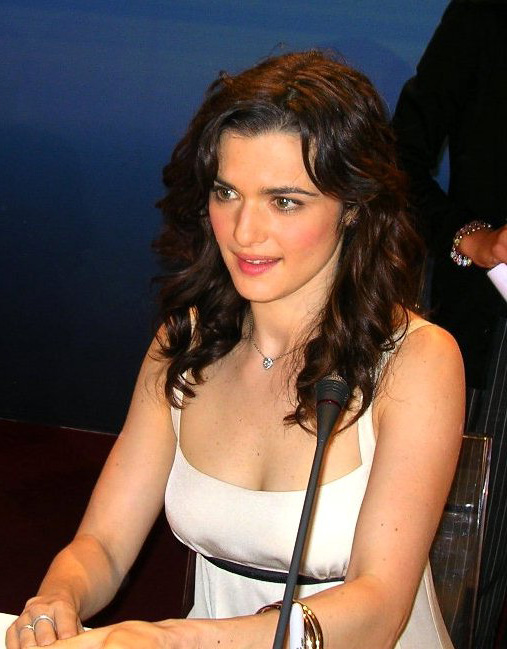
Рейчел Вайс в 2007 году

Роль, которая принесла ей успех, была в постановке пьесы под названием Design for Living в 1994 году на сцене театра Gielgud Theatre. В то время у Рэйчел уже был опыт работы на телевидении, и она продолжила свою карьеру в том же году в фильме «Цепная реакция», после чего снялась в фильме Бернардо Бертолуччи «Ускользающая красота». За этим последовали другие, ставшие популярными, фильмы с её участием, как, например, «Мумия» (1999 год), «Враг у ворот» (2001 год) и «Константин: Повелитель тьмы» (2005 год).
В 2005 году Вайс снялась в фильме «Преданный садовник», который основан на одноимённой книге Джона ле Карре. За роль в этом фильме в 2006 году она получила награды «Золотой глобус» и «Оскар» в номинации «Лучшая актриса второго плана».
В конце 2006 года на мировые экраны вышел фильм «Фонтан», автором сценария и режиссёром которого был её жених — Даррен Аронофски. Кроме того, в 2006 году Вайс сыграла в фильме «Мои черничные ночи» культового режиссёра Вонга Карвая.
В 2009 году она сыграла главную роль Гипатии Александрийской в исторической драме «Агора» испанского производства, режиссера Алехандро Аменабара. The New York Times назвала её образ «искусным и сочувствующим». В том же году она появилась в роли Бланш Дюбуа в возрожденной пьесе Роба Эшфорда Трамвай «Желание». Её игра в пьесе получила высокую оценку критиков, Daily Telegraph отметила, что она «великолепно справилась с этой задачей».
В 2013 году Вайс снялась на Бродвее вместе со своим мужем Дэниелом Крейгом в возрожденной постановке «Предательства» Гарольда Пинтера. Кассовые сборы в размере 17,5 миллиона долларов сделали его вторым по прибыли бродвейским спектаклем 2013 года. В том же году Вайс сыграла Эванору в фантастическом фильме «Оз: Великий и Ужасный».

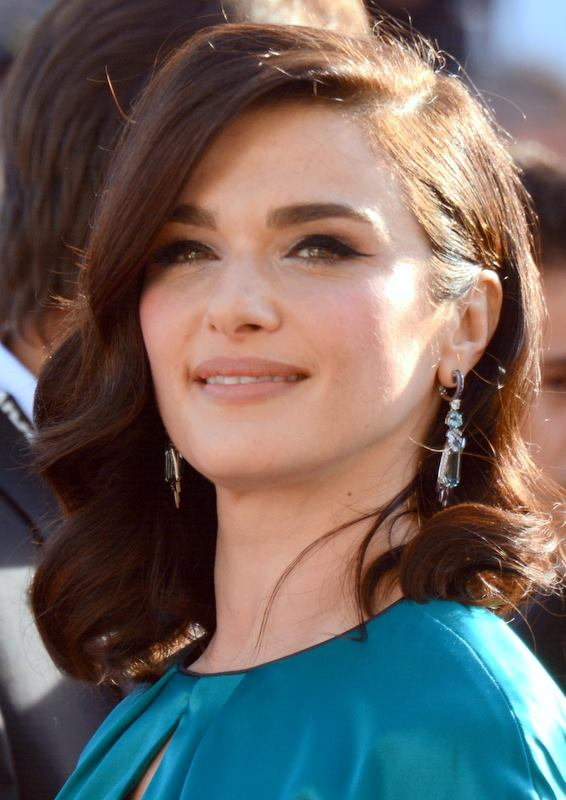
Вайc на Каннском фестивале, 2015 год

В 2015 году она появилась в драматическом фильме «Молодость» и научно-фантастическом фильме «Лобстер». Фильм получил приз жюри Канн. В 2016 году она появилась в драматическом фильме «Свет в океане» и сыграла историка Холокоста Дебору Липштадт в фильме «Отрицание», основанном на книге Липштадта и снятом режиссером Миком Джексоном.
В 2017 году Вайс снялась в драме «Моя кузина Рэйчел», а в 2018 году снялась в британском биографическом фильме о моряке Дональде Кроухёрсте «Гонка века» режиссёра Джеймса Марша.
В 2018 году Вайс сыграла герцогиню Сару Черчилль в фильме «Фаворитка», выиграв премию BAFTA за лучшую женскую роль второго плана и получив вторую номинацию на премию «Оскар» за лучшую женскую роль второго плана. В апреле 2019 года она вступила в переговоры о присоединении к Скарлетт Йоханссон в фильме кинематографической вселенной Marvel «Черная вдова». В июле того же года было объявлено, что Вайс сыграет Мелину Востокофф в фильме, который вышел 9 июля 2021 года.
В 2023 году Вайс снялась в главной роли и выступила исполнительным продюсером триллера «Связанные насмерть».

## Личная жизнь
Летом 2001 года Вайс начала встречаться с режиссёром Дарреном Аронофски, с которым познакомилась во время работы над пьесой «Образ вещей». В 2002 году Вайс переехала к Аронофски в Нью-Йорк. В 2005 году пара обручилась. Их сын, Генри, родился 31 мая 2006 года. В ноябре 2010 года Вайс и Аронофски объявили о расставании.
В декабре 2010 года Вайс начала встречаться с актёром Дэниелом Крейгом. Они поженились 22 июня 2011 года на тайной церемонии в Нью-Йорке, в числе гостей на которой присутствовали лишь четыре человека, включая дочь Крейга и сына Вайс. 1 сентября 2018 года стало известно, что у пары родилась дочь.

## Избранная фильмография
| Год  |    | Русское название                                     | Оригинальное название                                         | Роль                                                |
| ---- | -- | ---------------------------------------------------- | ------------------------------------------------------------- | --------------------------------------------------- |
| 1992 | с  | Адвокаты                                             | The Advocates                                                 | Сара Томпсон                                        |
| 1993 | с  | Инспектор Морс                                       | Inspector Morse                                               | Арабелла Бэйдон                                     |
| 1993 | с  | Тропическая жара                                     | Tropical Heat                                                 | Джоуи                                               |
| 1993 | с  | Алое и чёрное                                        | Scarlet and Black                                             | Матильда де Ла-Моль                                 |
| 1995 | ф  | Машина смерти                                        | Death Machine                                                 | младший исполнитель                                 |
| 1996 | ф  | Цепная реакция                                       | Chain Reaction                                                | Доктор Лили Синклэр                                 |
| 1996 | ф  | Ускользающая красота                                 | Stealing Beauty                                               | Миранда Фокс                                        |
| 1997 | ф  | Склонность (Надлом)                                  | Bent                                                          | Проститутка                                         |
| 1997 | ф  | Попутчики                                            | Going All the Way                                             | Марти Пилчер                                        |
| 1997 | ф  | Унесённый морем                                      | Swept from the Sea                                            | Эми Фостер                                          |
| 1997 | ф  | Я тебя хочу                                          | I Want You                                                    | Хелен                                               |
| 1998 | ф  | Три англичанки за городом                            | The Land Girls                                                | Эдж (Агапантус)                                     |
| 1998 | тф | Моё лето с Дес                                       | My Summer with Des                                            | Рози                                                |
| 1999 | ф  | Мумия                                                | The Mummy                                                     | Эвелин "Иви" Карнахен                               |
| 1999 | ф  | Вкус солнечного света                                | Sunshine                                                      | Грета                                               |
| 1999 | ф  | Истории подземки                                     | Tube Tales                                                    | Анжела                                              |
| 2000 | ф  | Прекрасные создания (Красивые существа)              | Beautiful Creatures                                           | Петула                                              |
| 2000 | ф  | Это не выход: Фантастический мир Брета Истона Эллиса | This Is Not an Exit: The Fictional World of Bret Easton Ellis | Лорен Хинд                                          |
| 2001 | ф  | Враг у ворот                                         | Enemy at the Gates                                            | Таня Чернова                                        |
| 2001 | ф  | Мумия возвращается                                   | The Mummy Returns                                             | Эвелин «Иви» Карнахен О’Коннелл/Принцесса Нефертити |
| 2002 | ф  | Мой мальчик                                          | About a Boy                                                   | Рэйчел                                              |
| 2003 | ф  | Афера                                                | Confidence                                                    | Лили                                                |
| 2003 | ф  | Вердикт за деньги                                    | Runaway Jury                                                  | Марли                                               |
| 2003 | ф  | Образ вещей                                          | The Shape of Things                                           | Эвелин Энн Томпсон                                  |
| 2004 | ф  | Чёрная зависть                                       | Envy                                                          | Дебби Дингман                                       |
| 2005 | ф  | Константин: Повелитель тьмы                          | Constantine                                                   | Анджела Додсон/Изабель Додсон                       |
| 2005 | ф  | Преданный садовник                                   | The Constant Gardener                                         | Тэсса Куэйл                                         |
| 2006 | ф  | Фонтан                                               | The Fountain                                                  | Иззи Крео/Изабелла                                  |
| 2006 | ф  | Эрагон                                               | Eragon                                                        | Сапфира                                             |
| 2007 | ф  | Мои черничные ночи                                   | My Blueberry Nights                                           | Сью Лайнн                                           |
| 2007 | ф  | Фред Клаус, брат Санты                               | Fred Claus                                                    | Ванда                                               |
| 2008 | ф  | Да, нет, наверное                                    | Definitely, Maybe                                             | Саммер Хартли                                       |
| 2008 | ф  | Братья Блум                                          | The Brothers Bloom                                            | Пенелопа                                            |
| 2009 | ф  | Милые кости                                          | The Lovely Bones                                              | Эбигейл Сэлмон                                      |
| 2009 | ф  | Агора                                                | Agora                                                         | Гипатия                                             |
| 2010 | ф  | Стукачка                                             | The Whistleblower                                             | Кэтрин Болковак                                     |
| 2010 | ф  | Луна                                                 | Luna                                                          | Джулия Баттерфлай Хилл                              |
| 2010 | ф  | Колосс                                               | The Colossus                                                  | Оливия Шрейнер                                      |
| 2010 | мс | Симпсоны                                             | The Simpsons                                                  | доктор Турмонд (озвучка)                            |
| 2011 | ф  | Глубокое синее море                                  | The Deep Blue Sea                                             | Эстер Колльер                                       |
| 2011 | ф  | Дом грёз                                             | Dream House                                                   | Либби Атентон                                       |
| 2011 | ф  | Свободные пленники                                   | Unbound Captives                                              | Мэй                                                 |
| 2011 | тф | Страница 8                                           | Page Eight                                                    | Нэнси Пирпен                                        |
| 2011 | ф  | Калейдоскоп любви                                    | 360                                                           | Роза                                                |
| 2012 | ф  | Эволюция Борна                                       | The Bourne Legacy                                             | доктор Марта Шеринг                                 |
| 2012 | ф  | Погребение                                           | Untitled Terrence Malick Project                              | Дайна                                               |
| 2013 | ф  | Оз: Великий и Ужасный                                | Oz: The Great and Powerful                                    | Эванора                                             |
| 2015 | ф  | Лобстер                                              | The Lobster                                                   | близорукая женщина                                  |
| 2015 | ф  | Молодость                                            | La giovinezza                                                 | Лина Белинджер                                      |
| 2016 | ф  | Свет в океане                                        | The Light Between Oceans                                      | Ханна                                               |
| 2016 | ф  | Бегущая от реальности                                | Complete Unknown                                              | Элис Меннинг                                        |
| 2016 | ф  | Отрицание                                            | Denial                                                        | Дебора Липштадт                                     |
| 2017 | ф  | Моя кузина Рэйчел                                    | My Cousin Rachel                                              | Рэйчел Эшли                                         |
| 2017 | ф  | Неповиновение                                        | Disobedience                                                  | Ронит Крушка                                        |
| 2018 | ф  | Гонка века                                           | The Mercy                                                     | Клэр Кроухёрст                                      |
| 2018 | ф  | Фаворитка                                            | The Favourite                                                 | Сара Черчилль                                       |
| 2021 | ф  | Чёрная вдова                                         | Black Widow                                                   | Мелина Востокофф / Чёрная вдова                     |
| 2023 | с  | Связанные насмерть                                   | Dead Ringers                                                  | Беверли Мэнтл / Эллиот Мэнтл                        |
| 2023 | мс | Что, если…?                                          | What If...?                                                   | Мелина Востокофф                                    |
| 2025 | ф  | Громовержцы                                          | Thunderbolts                                                  | Мелина Востокофф                                    |
|      | ф  | Сеанс дождливым вечером                              | Seance on a Wet Afternoon                                     | Майра Сэвидж                                        |
|      | ф  |                                                      | Love Child                                                    |                                                     |

## Роли в театре
- 1994 — Планы на жизнь — Джильда — Gielgud Theatre
- 1999 — Внезапно, прошлым летом — Кэтрин — Donmar Warehouse
- 1999 — Форма вещей — Эвелин Энн Томпсон — Алмейда
- 2001 — Форма вещей — Эвелин Энн Томпсон — Promenade Theatre
- 2009 — Трамвай «Желание» — Бланш Дюбуа — Donmar Warehouse
- 2013 — Предательство — Эмма — Ethel Barrymore Theatre
- 2018 — Беспокойное сердце — Сьюзен Траэрн — The Public Theater

## Награды и номинации
Полный список наград и номинаций на сайте IMDB.com
| Награда                        | Год  | Категория                         | Работа              | Результат |
| ------------------------------ | ---- | --------------------------------- | ------------------- | --------- |
| Оскар                          | 2006 | Лучшая женская роль второго плана | Преданный садовник  | Победа    |
| Оскар                          | 2019 | Лучшая женская роль второго плана | Фаворитка           | Номинация |
| Золотой глобус                 | 2006 | Лучшая женская роль второго плана | Преданный садовник  | Победа    |
| Золотой глобус                 | 2013 | Лучшая женская роль — драма       | Глубокое синее море | Номинация |
| Золотой глобус                 | 2019 | Лучшая женская роль второго плана | Фаворитка           | Номинация |
| BAFTA                          | 2006 | Лучшая женская роль               | Преданный садовник  | Номинация |
| BAFTA                          | 2019 | Лучшая женская роль второго плана | Фаворитка           | Победа    |
| Выбор критиков                 | 2006 | Лучшая женская роль второго плана | Преданный садовник  | Номинация |
| Выбор критиков                 | 2019 | Лучшая женская роль второго плана | Фаворитка           | Номинация |
| Выбор критиков                 | 2019 | Лучший актёрский ансамбль         | Фаворитка           | Победа    |
| Премия Британия                | 2006 | Лучшая Британская актриса года    |                     | Победа    |
| Премия Гильдии киноактёров США | 2006 | Лучшая женская роль второго плана | Преданный садовник  | Победа    |
| Премия Гильдии киноактёров США | 2019 | Лучшая женская роль второго плана | Фаворитка           | Номинация |
| Премия Лоренса Оливье          | 2010 | Лучшая женская роль в пьесе       | Трамвай «Желание»   | Победа    |